# Población Alemana de los Guindos

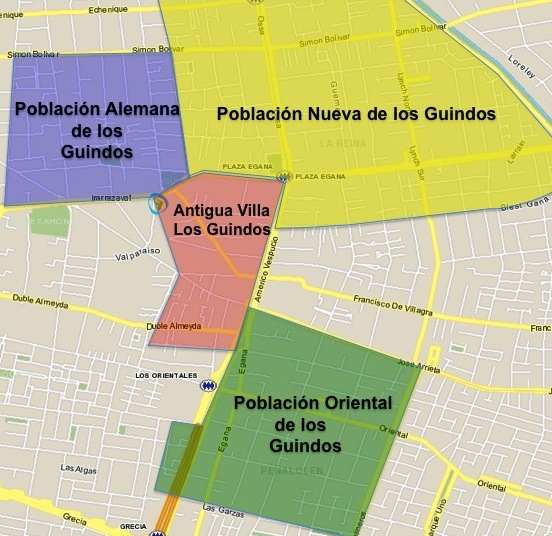
Figura 1: Esquema de la antigua Villa los Guindos y las Poblaciones adyacentes. Se destaca la población alemana de los Guindos en color violeta.

La población alemana de los Guindos es una antigua población de la comuna de Ñuñoa, Chile.

## Descripción
Se denominaba Población Alemana de los Guindos a un sector ubicado por el norponiente de la Antigua Villa de los Guindos. Su centro de origen fue la llamada Plaza de los Guindos (localización actual de la 18.ª Comisaría Ñuñoa).

## Historia
El origen de este sector se remonta a mediados del siglo XIX, cuando la antigua chacra "Lo Campo" perteneciente al convento de San Agustín durante la colonia, fue adquirida por don Alejandro Lemus y su esposa Antonia Silva. Los descendientes del Sr. Lemus vendieron la propiedad en 1905 a los Sres. Eduardo Holstein y Federico von Bock, quienes la subdividieron y vendieron como quintas urbanas. La localización aproximada de la chacra era entre las actuales avenida Irarrázaval (al sur), calle Ortúzar (al poniente), calle Hamburgo (al oriente) y calle Estrella Solitaria (al norte). Entre sus primeros pobladores estuvieron varios destacados profesores alemanes recién contratados por el Estado para incorporarse al Instituto Pedagógico de la Universidad de Chile.

## Modernidad
Hoy los nombres de las calles aún rememoran su origen germano. Entre ellas están las actuales calles de Bremen, Hamburgo y Hannover. Otras de ellas tuvieron que cambiar su nombre original después de la Segunda Guerra Mundial, por ejemplo, la actual calle de Coventry se denominaba calle Berlín y la actual calle Licenciado las Peñas se denominaba calle de Colonia.